# Tony Award de la meilleure mise en scène pour une pièce

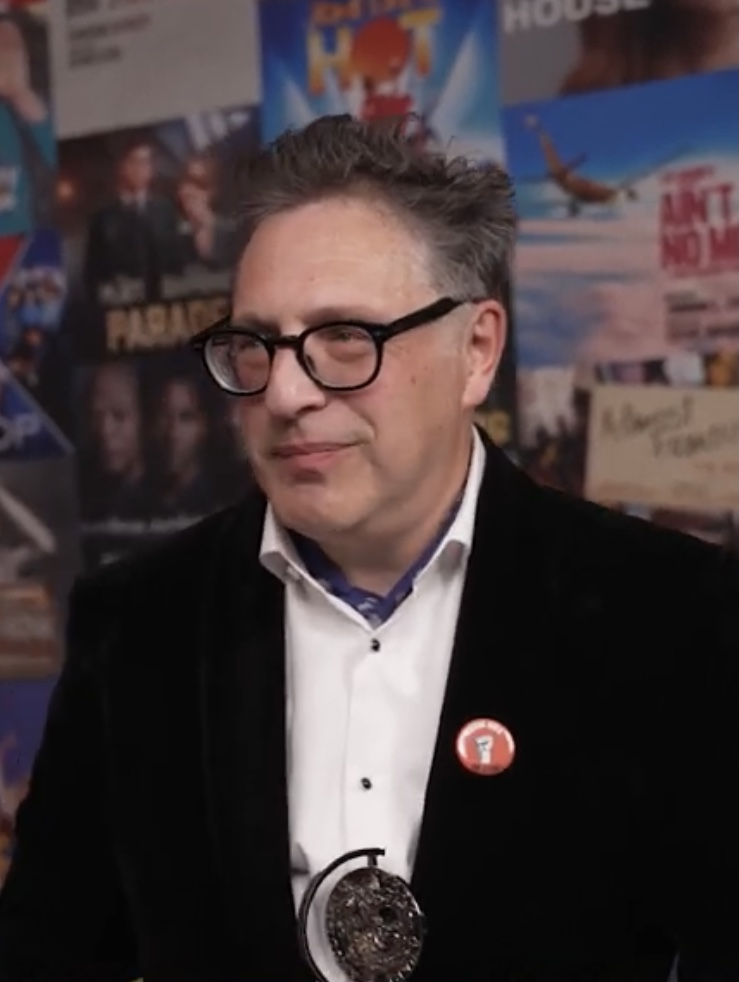
Patrick Marber lors de la 76e cérémonie des Tony Awards en juin 2023

Tony Award de la meilleure mise en scène pour une pièce est une récompense des Tony Awards créée en 1960 et qui succède au Tony Award du meilleur metteur en scène.

## Les lauréats

### 1960
| 1960 | 1961 |
| --- | --- |
| - Arthur Penn - The Miracle Worker - Joseph Anthony - The Best Man - Tyrone Guthrie - The Tenth Man - Elia Kazan - Sweet Bird of Youth - Lloyd Richards - A Raisin in the Sun                                 | - John Gielgud - Big Fish, Little Fish - Joseph Anthony - Rhinocéros - Joan Littlewood - The Hostage - Arthur Penn - All the Way Home                                |
| 1962 | 1963 |
| - Noel Willman - A Man for All Seasons - Tyrone Guthrie - Gideon - Donald McWhinnie -Le Gardien - José Quintero - Great Day in the Morning                                                                    | - Alan Schneider - Qui a peur de Virginia Woolf ? - George Abbott - Never Too Late - John Gielgud -L'École de la médisance - Peter Glenville - Tchin-Tchin           |
| 1964 | 1965 |
| - Mike Nichols - Barefoot in the Park - June Havoc - Marathon '33 - Alan Schneider -The Ballad of the Sad Café - Herman Shumlin - Le Vicaire                                                                  | - Mike Nichols- The Odd Couple et Love - William Ball - Le Tartuffe ou l'Imposteur - Ulu Grosbard - The Subject Was Roses - Alan Schneider - Tiny Alice              |
| 1966 | 1967 |
| - Peter Brook - Marat-Sade - Hilton Edwards - Philadelphia, Here I Come! - Ellis Rabb - You Can't Take It with You - Noel Willman - The Lion in Winter                                                        | - Peter Hall - Le Retour - John Dexter - Humour noir - Donald Driver - Marat-Sade - Alan Schneider - A Delicate Balance                                              |
| 1968 | 1969 |
| - Mike Nichols - Plaza Suite - Michael Blakemore - A Day in the Death of Joe Egg - Derek Goldby - Rosencrantz and Guildenstern Are Dead - Alan Schneider - You Know I Can't Hear You When the Water's Running | - Peter Dews - Hadrian the Seventh - Joseph Hardy - Play It Again, Sam - Harold Pinter - The Man in the Glass Booth - Michael Schultz - Does a Tiger Wear a Necktie? |

### 1970
| 1970                                                | 1971                                      |
| --------------------------------------------------- | ----------------------------------------- |
| - Joseph Hardy - Child's Play                       | - Peter Brook - Le Songe d'une nuit d'été |
| 1972                                                | 1973                                      |
| - Mike Nichols - Le Prisonnier de la seconde avenue | - A. J. Antoon - That Championship Season |
| 1974                                                | 1975                                      |
| - José Quintero - Une lune pour les déshérités      | - John Dexter - Equus                     |
| 1976                                                | 1977                                      |
| - Ellis Rabb - The Royal Family                     | - Gordon Davidson - The Shadow Box        |
| 1978                                                | 1979                                      |
| - Melvin Bernhardt - Da                             | - Jack Hofsiss - The Elephant Man         |

### 1980
| 1980                                                                      | 1981                                 |
| ------------------------------------------------------------------------- | ------------------------------------ |
| - Vivian Matalon - Morning's at Seven                                     | - Peter Hall - Amadeus               |
| 1982                                                                      | 1983                                 |
| - Trevor Nunn et John Caird- The Life and Adventures of Nicholas Nickleby | - Gene Saks - Brighton Beach Memoirs |
| 1984                                                                      | 1985                                 |
| - Mike Nichols - The Real Thing                                           | - Gene Saks - Biloxi Blues           |
| 1986                                                                      | 1987                                 |
| - Jerry Zaks - The House of Blue Leaves                                   | - Lloyd Richards - Fences            |
| 1988                                                                      | 1989                                 |
| - John Dexter - M. Butterfly                                              | - Jerry Zaks - Lend Me a Tenor       |

### 1990
| 1990                                          | 1991                                       |
| --------------------------------------------- | ------------------------------------------ |
| - Frank Galati - The Grapes of Wrath          | - Jerry Zaks - Six Degrees of Separation   |
| 1992                                          | 1993                                       |
| - Patrick Mason - Danser à Lughnasa           | - George C. Wolfe - Angels in America      |
| 1994                                          | 1995                                       |
| - Stephen Daldry - Un inspecteur vous demande | - Gerald Gutierrez - The Heiress           |
| 1996                                          | 1997                                       |
| - Gerald Gutierrez - A Delicate Balance       | - Anthony Page - Une maison de poupée      |
| 1998                                          | 1999                                       |
| - Garry Hynes - The Beauty Queen of Leenane   | - Robert Falls - Mort d'un commis voyageur |

### 2000
| 2000                                     | 2001                                   |
| ---------------------------------------- | -------------------------------------- |
| - Michael Blakemore - Copenhague         | - Daniel J. Sullivan - La Preuve       |
| 2002                                     | 2003                                   |
| - Mary Zimmerman - Metamorphoses         | - Joe Mantello - Take Me Out           |
| 2004                                     | 2005                                   |
| - Jack O'Brien - Henri IV, partie 1 et 2 | - Doug Hughes - Doubt: A Parable       |
| 2006                                     | 2007                                   |
| - Nicholas Hytner - The History Boys     | - Jack O'Brien - The Coast of Utopia   |
| 2008                                     | 2009                                   |
| - Anna D. Shapiro - August: Osage County | - Matthew Warchus - Le Dieu du carnage |

### 2010
| 2010 | 2011 |
| --- | --- |
| - Michael Grandage - Red - Sheryl Kaller - Next Fall - Kenny Leon - Fences - Gregory Mosher - Vu du pont                                                                                        | - Marianne Elliott et Tom Morris - War Horse - Joel Grey et George C. Wolfe - The Normal Heart - Anna D. Shapiro - The Motherfucker with the Hat - Daniel J. Sullivan - Le Marchand de Venise                                    |
| 2012 | 2013 |
| - Mike Nichols - Mort d'un commis voyageur - Nicholas Hytner - One Man, Two Guvnors - Pam MacKinnon - Clybourne Park - Roger Rees et Alex Timbers - Peter and the Starcatcher                   | - Pam MacKinnon - Qui a peur de Virginia Woolf ? - Nicholas Martin - Vanya and Sonia and Masha and Spike - Bartlett Sher - Golden Boy - George C. Wolfe - Lucky Guy                                                              |
| 2014 | 2015 |
| - Kenny Leon - A Raisin in the Sun - Tim Carroll - La Nuit des rois - Michael Grandage -The Cripple of Inishmaan - John Tiffany - La Ménagerie de verre                                         | - Marianne Elliott - The Curious Incident of the Dog in the Night-Time - Stephen Daldry - Skylight - Scott Ellis - You Can't Take It with You - Jeremy Herrin - Wolf Hall Parts One & Two - Moritz von Stuelpnagel - Hand to God |
| 2016 | 2017 |
| - Ivo van Hove – Vu du pont - Rupert Goold – King Charles III - Jonathan Kent – Le Long Voyage vers la nuit - Joe Mantello – The Humans - Liesl Tommy – Eclipsed                                | - Rebecca Taichman – Indecent - Sam Gold – A Doll's House, Part 2 - Ruben Santiago-Hudson – Jitney - Bartlett Sher – Oslo - Daniel Sullivan – The Little Foxes                                                                   |
| 2018 | 2019 |
| - John Tiffany – Harry Potter and the Cursed Child - Marianne Elliott – Angels in America - Joe Mantello – Three Tall Women - Patrick Marber – Travesties - George C. Wolfe – The Iceman Cometh | - Sam Mendes – The Ferryman - Rupert Goold – Ink - Bartlett Sher – To Kill a Mockingbird - Ivo van Hove – Network - George C. Wolfe – Gary: A Sequel to Titus Andronicus                                                         |

### 2020
| 2020 | 2022 |
| --- | --- |
| - Stephen Daldry – The Inheritance - David Cromer – The Sound Inside - Kenny Leon – A Soldier's Play - Jamie Lloyd – Betrayal - Robert O'Hara – Slave Play                         | - Sam Mendes – The Lehman Trilogy - Lileana Blain-Cruz – The Skin of Our Teeth - Camille A. Brown – For Colored Girls Who Have Considered Suicide / When the Rainbow Is Enuf - Neil Pepe – American Buffalo - Les Waters – Dana H. |
| 2023 | 2024 |
| - Patrick Marber – Leopoldstadt - Saheem Ali – Fat Ham - Jo Bonney – Cost of Living - Jamie Lloyd – A Doll's House - Stevie Walker-Webb – Ain't No Mo' - Max Webster – Life of Pi  | - Daniel Aukin – Stereophonic - Anne Kauffman – Mary Jane - Kenny Leon – Purlie Victorious - Lila Neugebauer – Appropriate - Whitney White – Jaja's African Hair Braiding                                                          |
| 2025 | |
| - Sam Pinkleton – Oh, Mary! - Knud Adams – English - Sam Mendes – The Hills of California - Danya Taymor – John Proctor Is the Villain - Kip Williams – The Picture of Dorian Gray | |

## Plusieurs victoires
- 6 victoires : Mike Nichols
- 3 victoires : Jerry Zaks
- 2 victoires : Peter Brook, John Dexter, Gerald Gutierrez, Peter Hall, Jack O'Brien, Gene Saks